# 김혜인
김혜인 (1993년 1월 16일~)은 대한민국의 배우이다.

## 학력
- 이화여자대학교 무용학과

## 출연작

### 영화
- 《사도》 (2015년) - 중전후보 역
- 《반드시 잡는다》 (2017년) - 김지은 역

### 드라마
- 2016년 tvN 금토드라마 《안투라지》 - 서지안 역
- 2017년 tvN 토요드라마 《드라마 스테이지 - 소풍 가는 날》
- 2020년 tvN 목요드라마 《슬기로운 의사생활》 - 명은원 역
- 2021년 JTBC 월화드라마 《선배 그 립스틱 바르지 마요》 - 강수미 역
- 2021년 tvN 목요드라마 《슬기로운 의사생활 2》 - 명은원 역
- 2021년 tvN 금토드라마 《유미의 세포들》 - 홍나리 역
- 2025년 tvN 주말드라마 《언젠가는 슬기로울 전공의생활》 - 명은원 역

## 수상
- 2012년 월드 미스 유니버시티 한국대회 1위 지(智)[3]